# تيم جيمس
تيم جيمس (بالإنجليزية: Tim James)‏ هو لاعب كرة قدم أمريكية وشخصية أعمال أمريكي، ولد في 3 مارس 1962 في أوبيليكا في الولايات المتحدة.